# 地方創生
地方創生（日语：／ chihō sōsei */?）是日本政府為了修正東京一極集中、減緩地方人口減少、提升日本整體活力所提出的一系列政策總稱。該口號是在2014年（平成26年）9月3日第2次安倍改造內閣成立後的總理大臣記者會中提出。又稱在地安倍經濟學。

## 概要

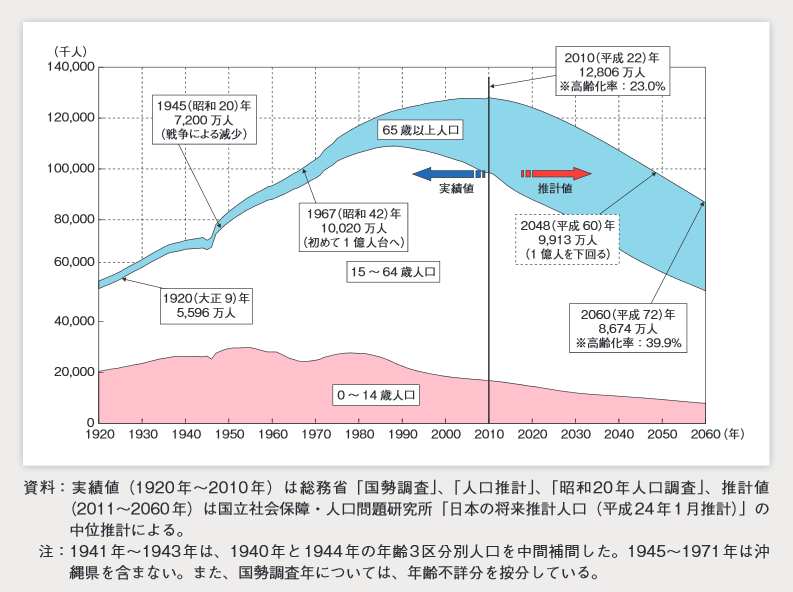
日本人口結構變化圖。整體人口減少，同時65歲以上人口（藍）比率上昇。

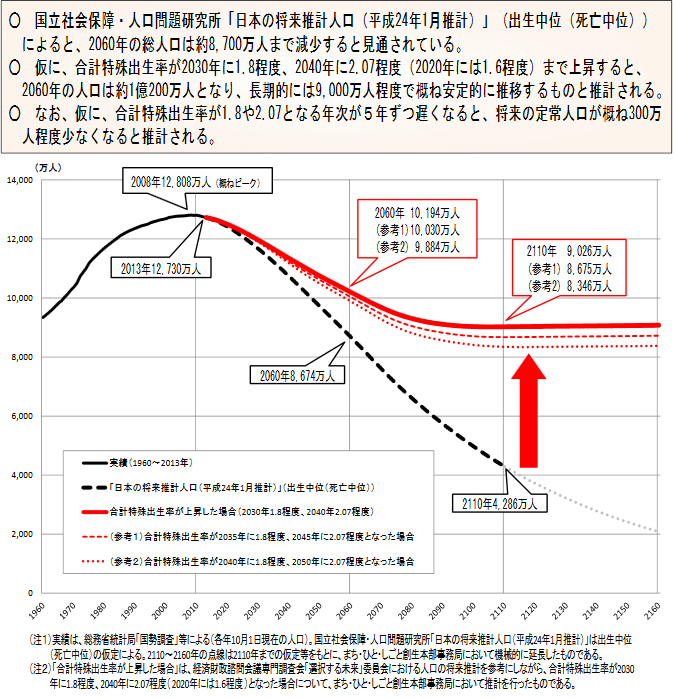
紅色粗線為2030年出生率上升至1.8、2040年上升至2.07的人口變化預測。

不斷加速的人口減少成為日本社會的巨大負擔。為了改善東京圈人口流入造成地方至都市地區人口減少的狀況，規劃由地方自治體依據各區域人口動向與未來人口預估（地方人口願景）、產業實際情況、國家綜合戰略等，打造自身的「地方版綜合戰略」。國家依據地方的獨立性、未來性、區域性、直接性和注重結果的原則提供資訊、人力資源和財政等各種協助，從而在地方創造穩定的就業機會與人口流入，滿足年輕世代對婚姻、生子、育兒的期望，讓地方符合時代變動，維護安全的生活環境並促進區域之間的合作，實現地域活性化與維持良性循環。
國家綜合戰略具體目標與展望如下。
- 2020年主要目標[8][9]
  - 地方年輕人雇用人數：5年內達30萬人（2015年5.9萬人→2016年9.8萬人）
  - 年輕世代正式雇用勞動者等（含自願非正規雇用勞動者等）比率[10]與其他世代同水準（2014年的15～34歲比率為92.7%，全部世代比率為93.7%→2015年分別為93.6%、94.0%）
  - 女性就業率：77%（2014年70.8%→2015年71.6%）
  - 地方往東京圈的人口流入：減少6萬人（2014年增加1732人），東京圈往地方的流出：增加4萬人（2014年減少11,152人）→（2015年流入超過12萬人）（2019年日本人流入超過14萬6千人，因此目標年度延後至2024年[11]）
  - 實現可安心結婚、生產與育兒的社會（2013年度的認可者比率為19.4%，目標40%以上）
  - 女性生產第一胎前後的繼續就業率：55%（2010年38%→2015年53.1%）
  - 結婚希望實績指標[注釋 2]：80%（2010年68%）
  - 夫婦期望子女數（平均2.12人）實現率：95%（2010年、2015年為93%）
  - 公共交通高便利性區域的居住人口比率：三大都市圈90.8%（2014年度90.5%→2015年度90.6%）、地方中核都市圈81.7%（78.7%→79.1%）、地方都市圈41.6%（38.6%→38.7%）
  - 地域公共交通網形成計畫的擬定總數：100件（2015年11月底剩60件→2016年9月底剩13件）
- 長期願景（中長期展望）[8]
  - 希望出生率達1.8，修正東京一極集中，2050年左右的實質GDP維持在1.5～2%，2060年人口維持在一億人左右

## 政策

### 新型交付金
新型交付金是用來補助各地方自治體提出的地方版綜合戰略，包含了地方創生推進交付金、地方創生加速化交付金等。主要用於地方自立性事業以及要求官民合作的開創性事業。例如人口流入政策，自治體可擬定具體的數值目標如一定期間的流入人數與增加率等，由國家評估後決定補助金額與補助對象事業。同時每年由國家與民眾審核進度，必要時得對事業重新審查或變更補助金。為了達成目標，應設下具體的數値目標，訂立能衡量績效的「KPI（關鍵績效指標）」，並建立「PDCA」，同時各事業應積極招募民間資金，轉型成不須國家補助的自主型事業。
國家綜合戰略設定的主要KPI如下。
- 六次產業（日语：6次産業）化市場：10兆日圓（2013年度4.7兆日圓→2014年度5.1兆日圓）
- 農林水產物等輸出金額：1兆日圓（2014年6117億日圓→2015年7451億日圓）
- 訪日外國旅客消費額：8兆日圓（2014年2.0兆日圓→2015年3兆4771億日圓）
- 地域中核企業、中核企業候補的支援：3年協助2000社，創造雇用人數8萬人（2014年度0.1萬人→2015年度0.1萬人）
- 年度地方移住協調件數：11,000件（2014年約4000件→2015年度約7600件）
- 企業地方據點機能強化件數：增加7500件（2015年目標値808件→2016年1403件），地方雇用人數增加4萬人（2015年目標値6600人→2016年11,560人）
- 就讀地方大學比例：平均36%（2015年度32.3%→2016年度32.2%）
- 年輕人就業率：79%（2014年76.1%→2015年76.1%）
- 高需求產婦的協助：100%（2015年度86.4%）
- 男性產假與育嬰假取得率：13%（2014年2.30%→2015年2.65%）
- 「小據點」形成數：1000處（2016年度722處）
- 居民活動組織（地域營運組織）形成數：3000團體（2014年度1656團體→2015年度1680團體）
- 連攜中樞都市圈（日语：連携中枢都市圏構想）的形成數：30圈域（2015年4圈域→2016年17圈域）
- 中古、整建市場規模：20兆日圓（2013年11兆日圓）

### 政府相關機構的地方移轉
從修正東京一極集中的角度，研擬將中央省廳與研究、研修機關等移轉至地方。國家根據道府縣的提案，從活化地方經濟與人口流入的良性循環，維持與提升機構機能，全國性的理解移轉，防止不必要的財政負擔與組織、人員肥大化，地方官民合作、成立接收體制等觀點進行研究。新設政府相關機構時，除非必要，否則一律規劃在東京圈外。

### 特區
國家為了活化地方針對特定區域鬆綁限制的制度。又稱特別區域。

#### 國家戰略特區

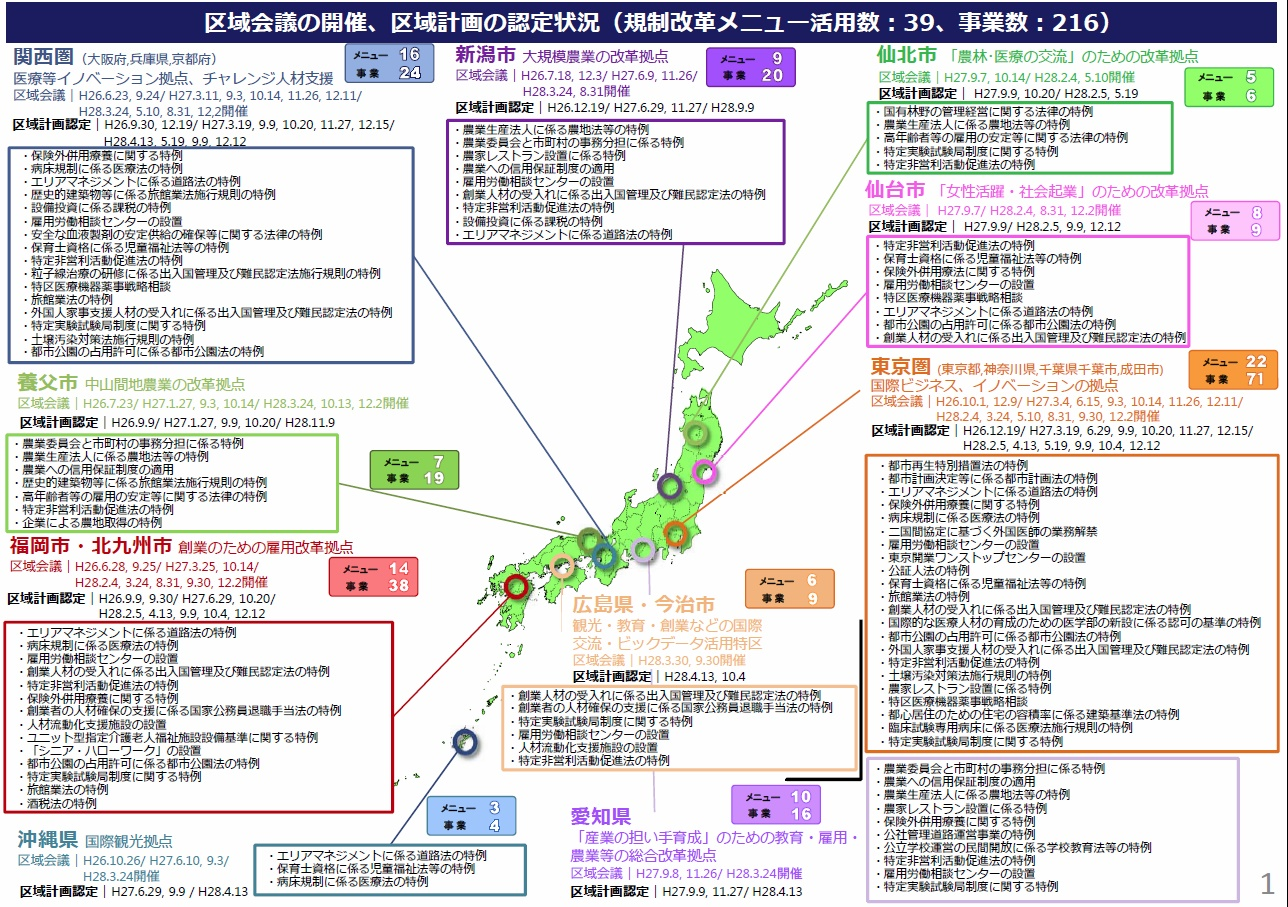
國家戰略特區的認定状況（2016年12月12日現在）。

為了強化產業國際競爭力與成為國際經濟活動的據點，實施結構改革與監管改革的特區。國家戰略特區中，以地方創生為目的的特區稱做「地方創生特區」。
主要監管改革案例如下。
- 創業、開業、就業
  - 設置能處理創業與年金、社會保險等各種手續的窗口[19]，允許公證人在辦公處外辦公[20]（《公證人法》特例[21]）
  - NPO法人（日语：特定非営利活動法人）設立手續迅速化[20]（《特定非營利活動促進法》特例[22]）
  - 為了協助確保創業後的人力資源，需考慮國家公務員轉職企業後重返國家公務員的退職津貼[20]（《國家公務員退職津貼法》特例[23]）
  - 延長在銀髮人材中心（日语：シルバー人材センター）登錄的高齡者勞動時間等，放寬高齡者的雇用限制[24]（《高年齡者等雇用安定法》特例[25]，現在已在全國實施[26]）
  - 外國人創業要件鬆綁與[27]家事服務解禁[28]（《出入國管理及難民認定法》特例[29]）
  - 適用法人稅優惠待遇等課稅特例[30]（適用《租稅特別措置法》[31]）
  - 為經營特區相關事業的企業提供融資，向指定金融機構提供利息補貼[32][33]
- 醫療
  - 為了實現高度先進醫療增設病床[34]（《醫療法》特例[35]）
  - 醫療法人理事長可由非醫師出任[20]（《醫療法》特例[36]）
  - 放寬以血液為原料的試驗用細胞之製造、販售等限制[37]（《安全血液製劑安定供給確保法》特例[38]）
  - 放寬外國人醫師接受臨床修練制度[39]（《外國醫師臨床修練之醫師法第十七條特例法》特例[40]）
- 農林水產業
  - 放寬企業跨入農業的限制[41]（《農地法》等特例[42]，現在以在全國推行[26]）
  - 放寬國有林的出租、使用者與面積限制[43]（《國有林野管理經營法》特例[44]）
  - 放寬漁業生產組合的設立與維持必要人數的限制[45]（《水產業協同組合法》特例[46]）
- 保育、教育、社會福利
  - 導入地方限定保育士（日语：保育士）[47]（《兒童福祉法》等特例[48]）
  - 公立學校委託民間管理營運，設置公設民營學校[49]（《學校教育法》等特例[50]）
  - 允許都市公園設置保育所（日语：保育所）與社會福祉設施（日语：社会福祉事業）（《都市公園法》特例[51]）。
- 社區營造
  - 放寬建築容積率與用途地域（日语：用途地域）限制[52][53]（《建築基準法》特例[54]）
  - 放寬路上活動等道路占用的限制[55]（《道路法》特例[56]）
  - 放寬利用個人公寓作為住宿設施的民宿限制，並鬆綁歷史建築物做為住宿設施的條件[57][58][59]（《旅館業法》特例[60]）
  - 都市計畫等的審批手續統一處理[53]（《土地區劃整理法》、《都市計畫法》、《都市再開發法》、《都市再生特別措置法》特例[61]）
- 政令、條例等限制的特例措施[62]

#### 綜合特區
為了日本經濟社會的活化與持續性発展，針對產業結構與國際競爭條件變化，以及少子高齡化等經濟社會情勢變化，實施強化產業國際競爭力與地方活化政策的特區。可分為以強化產業國際競爭力為目的的「國際戰略綜合特區」與以地方活化為目的的「地域活性化綜合特區」。
- 共通特例
  - 簡略分為住居、商業、工業用途，放鬆用途地域限制[64]（《建築基準法》特例[65]）
  - 適用法人稅優惠待遇等課稅特例[30]（適用《租稅特別措置法》[66]）
  - 為經營特區相關事業的企業提供融資，向指定金融機構提供利息補貼[64][67]
  - 為補助金等審批手續提供特例[64][68]
  - 中小企業基盤整備機構（日语：中小企業基盤整備機構）對市町村提供資金貸款[69]
  - 政令、條例等限制的特例措施[70]
- 國際戰略綜合特區特例
  - 國有建物與用地的無償轉讓[71]（《國有財產法》特例[72]）
  - 載有會展參加者的客船靠港[71]（《海上運送法》特例[73]）
  - 農業用車輛的車檢有效期限延長一年[71]（《道路運送車輛法》特例[74]）
  - 鬆綁建設工廠時的綠地面積率、環境設施設置限制（《地域經濟牽引事業促進地域成長發展基盤強化法》特例[75]）

#### 構造改革特區
透過結構改革活化地方的特區。2015年法律修正後追加以下特例。
- 通常需取得國家資格的導遊改為完成地方自治體研修課程[77]（《通譯案內士法》特例[78]）
- 地方道路公社（日语：地方道路公社）可將收費道路設施的收費等營運權賣給民間[79]（《道路整備特別措置法》及《民間資金等活用公共設施等整備促進法》特例[80]）

### 資訊、人材支援

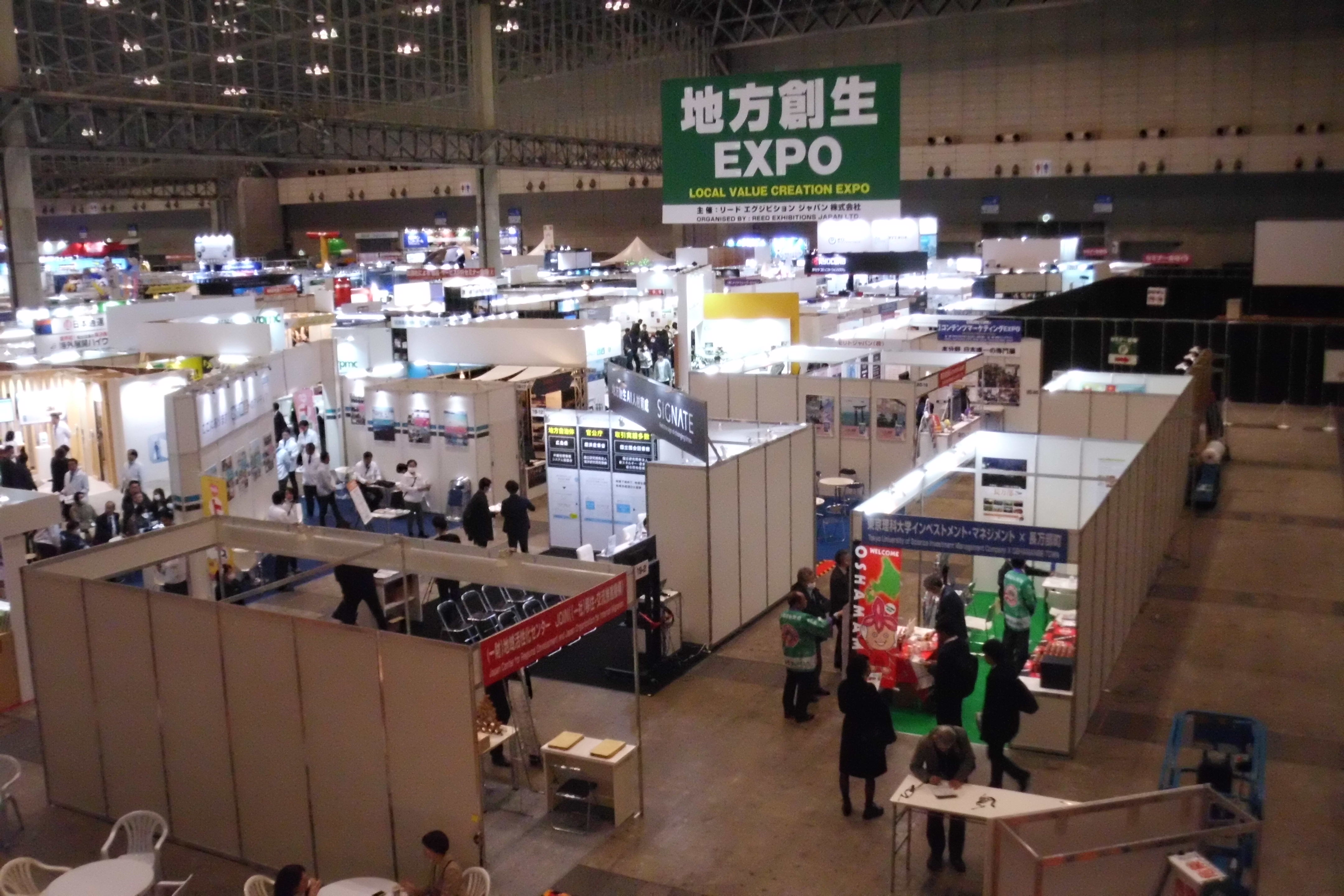
地方創生博覽會（2020年2月5～7日於幕張展覽館）

#### 地域經濟分析系統的提供
提供將企業間交易與各產業資訊、每小時人員流動等大數據視覺化的地域經濟分析系統「RESAS」與資料的API。部分資訊開放給一般民眾查詢。同時開設RESAS的線上課程。

#### 地方創生學院
為了培育地方版綜合戰略事業人材的線上課程。分為基礎課程及三個專門課程。

#### 地方創生人材支援制度
派遣國家公務員與大學研究者、民間智庫人材輔佐市町村長，協助有意實施地方創生的市町村推動綜合戰略的制度。

#### 地方創生接待人
國家為地方自治體設立的地方創生諮詢窗口。由各個都道府縣出身且具有相關經驗的各省廳職員出任。

#### 專業人材事業
設置可讓各地方企業與都市圈等企業進行人才交流的據點。為了促成地域活性化的良性循環，積極協助地方企業進行事業改革與新商品開發等。

#### 地域活性化傳教士
為了培育人才以強化地方成長力與創造就業機會，引進具有對地方產業、農林水產業、觀光等特定領域知識的專門人士。

### 地域再生、計畫

#### 地域再生制度
為了地方活化與創造就業機會，依據《地域再生法》協助地方自治體推動「地域再生計畫」的制度。實施的政策包含無論農地面積等要求皆可轉化為企業與NPO法人設施、企業將總部移轉至地方的租稅優惠措施、吸引觀光客、向道路與港口等基礎建設整備事業提供補助金等。此外，國家還設立「地方創生應援稅制（企業版故鄉納稅），企業針對特定對象事業捐款，最大可獲得六成的減稅優惠」。另也針對50歲以上中高齡者移住地方的生活據點「生涯活躍社區（日本版CCRC）」，與集中醫療、教育、交通等各種生活機能的「小據點」，實施資訊、人材、財政的協助，並實施移住者就業與看護服務等相關手續的簡便化。

#### 市中心活性化
為了達成市中心都市機能與經濟活動的活性化，對少子高齡化、消費生活等社會環境變化進行協助的制度。市町村擬定的中心市街地活性化基本計劃由內閣批准後將獲得國家的各種協助。

#### 都市再生制度
21世紀型都市再生計畫與從環境、防災、國際化等觀點推動土地有效利用之制度。為了打造日常生活必要服務都可在住家附近完成的「緊湊型都市」，變更都市再生基本方針以提升生產率與降低都市經營成本。

#### 環境模範都市、環境未來都市
以大幅減少溫室氣體的排放，達成低炭社會與永續發展的「環境模範都市」為基礎，實現擁有低炭與節能等環境價値、看護與育兒等社會價値、就業與觀光等經濟價値的「環境未來都市」。

## 政策活用的具體實例

### 政府相關機構的地方移轉
除了文化廳將在數年內移至京都府，目前已規劃了23機關50件移轉案。2016年度各機關提出移轉時程表。
| 移轉機構                 | 都道府縣 | 備註                                                    |
| ------------------------ | -------- | ------------------------------------------------------- |
| 國立健康·營養研究所      | 大阪府   | 國立健康·營養研究所大阪府移轉方針（页面存档备份，存于） |
| 酒類綜合研究所東京事務所 | 廣島縣   | 移轉（2015年）                                          |

| 移轉機構                      | 都道府縣               | 備註                                                                       |
| ----------------------------- | ---------------------- | -------------------------------------------------------------------------- |
| 海洋研究開發機構              | 青森縣、高知縣         | 設置合作據點、擴充地方據點                                                 |
| 國立癌症研究中心              | 山形縣                 | 設置癌症代謝體研究據點                                                     |
| 水產研究·教育機構             | 宮城縣、靜岡縣         | 設置水產研究合作據點等                                                     |
| 水產研究·教育機構             | 福井縣                 | 合作設立新日本海水產振興中心                                               |
| 水產研究·教育機構             | 山口縣                 | 設置山口合作室（2017年）                                                   |
|                               | 福島縣                 | 創新海岸構想（页面存档备份，存于）中的機器人試驗場、國際產學合作據點的設置 |
| 醫藥基盤·健康·營養研究所      | 新潟縣、佐賀縣         | 設置研究合作協議會等                                                       |
| 產業技術綜合研究所            | 石川縣、福井縣         | 設置中部中心石川站、福井站（2016年）                                       |
| 產業技術綜合研究所            | 愛知縣                 | 設置產總研·名大氮化物半導體先進設備開放創新實驗室（2016年）                |
| 產業技術綜合研究所            | 福岡縣                 | 設置產總研·九大氫材料強度實驗室（2017年）                                  |
| 國立醫藥品食品衛生研究所      | 富山縣                 | 設置天然醫藥品領域的研究合作據點                                           |
| 情報通信研究機構              | 石川縣                 | 設置北陸ICT合作據點（2016年）                                              |
| 情報通信研究機構              | 京都府                 | 擴充地方據點機能、建構研究合作體制                                         |
| 理化學研究所                  | 福井縣                 | 設置育種研究合作據點                                                       |
| 理化學研究所                  | 兵庫縣                 | 設置科學技術樞紐推進本部關西據點（2016年）                                 |
| 理化學研究所                  | 京都府、廣島縣、福岡縣 | 設置研究合作據點等                                                         |
| 農業·食品產業技術總合研究機構 | 愛知縣、島根縣、香川縣 | 設置研究據點、擴充地方據點                                                 |
| 農業·食品產業技術總合研究機構 | 鳥取縣                 | 設置鳥取梨育種研究站（2017年）                                             |
| 國立環境研究所                | 滋賀縣                 | 設置琵琶湖分室（2017年）                                                   |
| 海上技術安全研究所            | 愛媛縣                 | 設置強化造船技術力的合作據點                                               |
| 宇宙航空研究開發機構          | 山口縣                 | 設置西日本衛星防災利用研究中心（2017年）                                   |
| 防衛裝備廳艦艇裝備研究所      | 山口縣                 | 設置岩國海洋環境試驗評價衛星站                                             |

| 移轉機構                     | 都道府縣                       | 備註                                                      |
| ---------------------------- | ------------------------------ | --------------------------------------------------------- |
| 教職員支援機構               | 秋田縣、富山縣、福井縣、三重縣 | 研修                                                      |
| 醫藥品醫療機器總合機構       | 富山縣                         | 設置北陸支部、亞洲醫藥品·醫療機器訓練中心研修所（2016年） |
| 國立美術館                   | 石川縣                         | 移轉東京國立近代美術館工藝館                              |
| 宇宙航空研究開發機構         | 岐阜縣                         | 宇宙教育活動的合作                                        |
| 森林技術總合研修所           | 山梨縣                         | 實施森林調査研修、森林立地研修                            |
| 森林技術總合研修所           | 岐阜縣、岡山縣                 | 木材產業、木材利用研修                                    |
| 自衛隊體育學校               | 長野縣、岡山縣                 | 自衛隊體育學校合宿場地                                    |
| 高齡·障害·求職者雇用支援機構 | 鳥取縣                         | 移轉職業能力開發總合大學校基盤整備中心高度訓練開發室      |
| 國際協力機構                 | 島根縣                         | 移轉部分開發中國家行政官等青年研修機能                    |
| 環境調査研修所               | 福岡縣                         | 設置北九州研修事業事務局（2016年）                        |
| 環境調査研修所               | 熊本縣                         | 設置水俣研修事業事務局（2017年）                          |
| 國際交流基金                 | 大分縣                         | 設置研修據點移轉部分「日本語夥伴事業」部機能              |

| 移轉機構                                               | 都道府縣       | 備註                                              |
| ------------------------------------------------------ | -------------- | ------------------------------------------------- |
| 文化廳、國立文化財機構、國立美術館、日本藝術文化振興會 | 京都府         | 設置地域文化創生本部（2017年）                    |
| 消費者廳、內閣府消費者委員會、國民生活中心             | 德島縣         | 設置消費者行政新未來創造辦公室（2017年）          |
| 總務省統計局、統計中心                                 | 和歌山縣       | 設置統計資料利活用中心（2018年）                  |
| 特許廳、工業所有權情報·研修館                          | 大阪府         | 設置工業所有權情報·研修館的近畿統括據點（2017年） |
| 中小企業廳                                             | 大阪府         | 設置近畿經濟產業局中小企業政策調査課（2017年）    |
| 觀光廳                                                 | 北海道、兵庫縣 | 成立觀光願景推進地方區域戰略會議                  |
| 氣象廳                                                 | 三重縣         | 共同設置津地方氣象台與研究會                      |

### 特區的活用
- 宮城縣仙台市透過實施地方限定保育士（日语：保育士）試驗，以及都市公園內保育所（日语：保育所）設置特例，期望將待機兒童降為零[43]。
- 秋田縣仙北市在鬆綁市內國有林野的利用限制[43]後，實施無人機運輸實驗[107]，並具辦國內外企業與研究者、一般人參加「無人機競速」[108][109]。另外，在巴士道路進行全自動駕駛（無駕駛狀態。等級4）實證實驗[110]。同時利用外國人醫師的地方診療解禁特例，推動外國人觀光客診療與地方溫泉療養，期望帶動醫療觀光產業[43]。

- 新潟縣新潟市利用農業生產法人設立要件的鬆綁，邀請大型超商等業者跨入農業[111]。
- 東京圈（東京都、千葉縣、神奈川縣）

- - 東京都大田區開始接受民宿申請[112]。
  - 千葉縣千葉市幕張新都心利用鄰近東京灣臨海部物流據點，以及高層公寓眾多的特點，推動使用無人機直接配送至公寓陽台[113]。2016年4月已進行實證實驗[114]。
  - 神奈川縣預定解禁外國人家事服務[115]。
- 愛知縣研究公設民營學校的設置與活用企業跨入農業的特例[43]。
- 関西圈（京都府、大阪府、兵庫縣）
  - 京都府京都市利用試驗用細胞的製造、販售特例，以開發iPS細胞的京大為中心發展相關產業[37]。
  - 大阪府開始接受民宿申請[116]。
- 兵庫縣養父市利用農業特例，邀請新業者參與廢耕地的再生與農家餐廳的營運。另還鼓勵古民家轉做住宿設施[58]。
- 廣島縣、愛媛縣今治市共同推動民間主導的道之驛與無人機橋梁點檢等。另外，廣島縣還推動外國人之家事協助、創業、診療，今治市則期望透過獸醫大學與地方產業觀光吸引外國人材[117][118]。
- 福岡縣福岡市、北九州市
  - 北九州市透過步行協助機器人，與被看護者使用的床與輪椅轉移裝置等開發，推動看護機器人的實用化。同時對於首都圈高齡者移往北九州的「回流」（U Turn）現象，設置「Senior HelloWork」，擴大高齡者就業與提升人力資源和專門知識的積累。另外也推動民宿與古民家等歷史建築轉用住宿設施等觀光政策[119]。

### 資訊、人材活用
- 在大學開設地域經濟分析系統「RESAS」的講座，讓學生等年輕一輩能了解地方現狀與未來。另外為了普及RESAS，針對高中生與一般民眾開設利用RESAS對於地方現狀與課題進行分析與提出減決方案的政策創意競賽[120][121]。

## 評價、論點
- 2016年度新型交付金要求額為1000億日圓，低於2014年度加上修正預算的1700億日圓，引起全國知事會的不滿[122]。政府對此表示[123]，1000億日圓規模的「地方創生加速化交付金」將加在2015年度修正預算內[124]。
- 政府相關機構的地方移轉是期望由國家帶頭帶領民間企業將總部分散至地方，但中央省廳目前僅有文化廳決定全面移轉，消費者廳等移轉案依然難產，被批評中央魄力不夠[125]。
- 對於特區的外國人醫師臨床修練制度條件鬆綁並可在地方診療所就業一事，日本醫師會會長橫倉義武（日语：横倉義武）批評「規定一間診療所僅須一名指導醫師帶外國人醫師會產生很多安全上的問題」，更認為應該明確寫出指導醫師的資格要件[126]。
- 從都道府縣提出的地方人口願景中，有未實施任何人口刺激措施的道府縣，在未來人口評估中顯示可解緩人口減少幅度。但部分地方議員與學者認為其出生率與人口流入等預估數據缺乏根據，大都市的出生率也有待改善[127]。
- 一份針對負責地域振興的自治體職員調查中，約八成職員表示有意願持續推動，但約有25%職員認為其政策低於平均水準，小型町村則達50%以上。原因是因為職員對於金融、經濟知識的不足，以及創業協助的知識與人力資源的缺乏等。須進一步推動相關知識的進修，與民間企業的人事交流，以及與地方金融機關合作[128]。
- 東京移入人口大半是在15歲至29歲的年輕人，許多是大學上京後就留下繼續就職與結婚。政府對此在2016年政府綜合戰略修正版中加入研擬限制東京新增設大學，並擴大東京圈學生到地方企業實習等方案[129][130]。然而，限制東京新增設大學也被批評侵害大學經營的自由[131]。
- 2014年擬定的「城鎮、人、工作創生綜合戰略」中，目標2020年要讓東京圈移往地方的人口流出增加四萬人，地方移往東京的人口流入減少6萬人，消除東京圈人口淨流入，然而19年東京圈流入人口比流出人口多約14萬8千人，並且是連續3年成長。對此安倍首相在2020年2月4日的預算委員會中表示「20年度難以逆轉」[132]。

## 政治動向

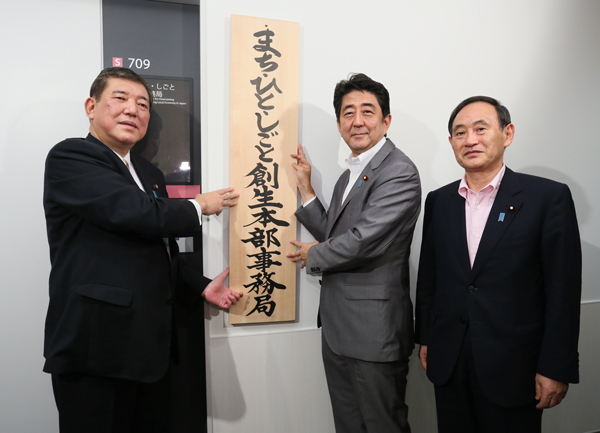
城鎮、人、工作創生本部事務局看板揭牌。左起為時任地方創生擔當大臣石破茂、內閣總理大臣安倍晉三、內閣官房長官菅義偉。

2014年9月3日，負責地方創生的大臣石破茂、內閣府副大臣平將明、內閣府大臣政務官小泉進次郎、大臣補佐官伊藤達也就任。同日閣議決定設置城鎮、人、工作創生本部。
同年11月21日，城鎮、人、工作創生法、改正地域再生法成立。
2014年度修正預算加入1700億日圓「地方創生先行型交付金」、2500億日圓「地域消費喚起、生活支援型交付金」。前者用於觀光振興與產業振興、人材培育等事業，後者用於商品券、故鄉名產商品、旅行券、多子家庭協助等政策。
2015年10月7日的內閣改造，石破就任地方創生擔當的內閣府特命擔當大臣，平與小泉卸任。新副大臣福岡資麿、政務官牧島可憐就任。
同年12月24日，閣議決定修正國家綜合戰略。透過地方旅館等住宿設施與餐飲店等相互合作的「日本版DMO」帶動地方整體的觀光戰略。
2016年1月20日，包含1000億日圓的地方創生加速化交付金等共3188億日圓的2015年度修正預算通過。
同年3月29日，包含地方創生推進交付金1000億日圓與綜合戰略相關事業費約6579億日圓、共計約1兆5500億日圓的2016年度預算通過。
同年8月3日的內閣改造，政務三役全員卸任，新大臣山本幸三、副大臣松本洋平、政務官務台俊介就任。
同年12月22日，閣議決定修正國家綜合戰略。研擬限制東京新增設大學、財政支援地方帶動型產業、閒置房屋的觀光使用等。

## 資料來源
1. 1 2 3  まち・ひと・しごと創生「長期ビジョン」と「総合戦略」の全体像等PDFをもとに編集『まち・ひと・しごと創生本部＞関係法令・閣議決定等』2015年12月26日閲覧
2. ↑  平成26年9月3日 安倍内閣総理大臣記者会見 （页面存档备份，存于）をもとに編集『首相官邸』2014年9月3日
3. ↑  まち・ひと・しごと創生基本方針2015―ローカルアベノミクスの実現に向けて― 概要PDF『まち・ひと・しごと創生本部＞関係法令・閣議決定等』2015年12月26日閲覧
4. ↑  まち・ひと・しごと創生法 （页面存档备份，存于）第九条、第十条『e-Gov法令検索』2016年12月28日閲覧
5. ↑  地方創生 （页面存档备份，存于）『神奈川県ホームページ』2016年12月26日閲覧
6. ↑  川本町総合戦略・人口ビジョンを策定しました （页面存档备份，存于）『島根県川本町』2016年12月26日閲覧
7. ↑  まち・ひと・しごと創生に関する政策を検討するに当たっての原則PDFをもとに編集『まち・ひと・しごと創生本部＞施策等』2015年12月26日閲覧
8. 1 2 3  「まち・ひと・しごと創生総合戦略2015　改訂版」の全体像PDFをもとに編集『まち・ひと・しごと創生本部＞関係法令・閣議決定等』2015年12月26日閲覧
9. 1 2  「まち・ひと・しごと創生総合戦略2016　改訂版」の全体像PDFをもとに編集『まち・ひと・しごと創生本部＞関係法令・閣議決定等』2016年12月24日閲覧
10. ↑  まち・ひと・しごと創生総合戦略2015 改訂版本体PDF52頁『まち・ひと・しごと創生本部＞関係法令・閣議決定等』2015年12月26日閲覧
11. ↑  京都新聞2020年2月20日朝刊
12. ↑  まち・ひと・しごと創生総合戦略2015 改訂版本体PDF14頁『まち・ひと・しごと創生本部＞関係法令・閣議決定等』2015年12月26日閲覧
13. ↑  地方創生関連交付金 （页面存档备份，存于）『まち・ひと・しごと創生本部』2016年12月24日閲覧
14. 1 2  第20回経済財政諮問会議 新型交付金の創設についてPDFをもとに編集『経済財政諮問会議＞平成27年会議情報一覧 』2015年8月4日
15. ↑  地方創生の新型交付金、市町村の戦略で格差　政府が概要 （页面存档备份，存于）『日本経済新聞』2015年5月6日
16. 1 2  政府関係機関移転基本方針について 概要PDFをもとに編集『まち・ひと・しごと創生本部＞施策等＞政府関係機関の地方移転について』2016年4月9日閲覧
17. ↑  とっく【特区】の意味 （页面存档备份，存于） 『goo辞書』2015年12月26日閲覧
18. ↑  国家戦略特区 （页面存档备份，存于）をもとに編集 『内閣府地方創生推進室』2015年12月26日閲覧
19. ↑  起業手続き１カ所で　赤坂に４月１日設置 （页面存档备份，存于）『日本経済新聞』2015年3月4日
20. 1 2 3 4  地方創生に関する特別委員会 （页面存档备份，存于）石破茂地方創生担当大臣の答弁『衆議院＞立法情報＞会議録＞地方創生に関する特別委員会』2014年11月11日
21. ↑  国家戦略特別区域法 （页面存档备份，存于）第十二条の二『e-Gov法令検索』2015年12月26日閲覧
22. ↑  国家戦略特別区域法 （页面存档备份，存于）第二十四条の四『e-Gov法令検索』2015年12月26日閲覧
23. ↑  国家戦略特別区域法 （页面存档备份，存于）第十九条の二『e-Gov法令検索』2015年12月26日閲覧
24. ↑  外国人の家事代行、直接雇用に限定　国家戦略特区会議が指針案 （页面存档备份，存于）『日本経済新聞』2015年9月9日
25. ↑  国家戦略特別区域法 （页面存档备份，存于）第二十四条の二『e-Gov法令検索』2015年12月26日閲覧
26. 1 2  規制改革メニュー （页面存档备份，存于）をもとに編集『地方創生推進事務局』2016年5月2日閲覧
27. ↑  外国人起業家を支援　福岡市「創業特区」で要件緩和 （页面存档备份，存于）『産経ニュース』2015年10月16日
28. ↑  外国人の家事代行、政府が来春解禁　まず神奈川県で （页面存档备份，存于）『朝日新聞』2015年12月10日
29. ↑  国家戦略特別区域法 （页面存档备份，存于）第十六条の四、三『e-Gov法令検索』2015年12月26日閲覧
30. 1 2  福岡市の特区、法人所得２０％控除で最終調整　創業に追い風 （页面存档备份，存于）『日本経済新聞』2015年12月9日
31. ↑  国家戦略特別区域法 （页面存档备份，存于）第二十七条の二-四『e-Gov法令検索』2015年12月26日閲覧
32. ↑  国家戦略特区における指定金融機関の認定について （页面存档备份，存于）『第四銀行』2015年1月27日
33. ↑  国家戦略特別区域法 （页面存档备份，存于）第二十八条『e-Gov法令検索』2015年12月26日閲覧
34. ↑  東京圏特区は医療先行　政府、混合診療３病院で （页面存档备份，存于）『日本経済新聞』2014年12月10日
35. ↑  国家戦略特別区域法 （页面存档备份，存于）第十四条『e-Gov法令検索』2015年12月26日閲覧
36. ↑  国家戦略特別区域法 （页面存档备份，存于）第十四条の二『e-Gov法令検索』2015年12月26日閲覧
37. 1 2  ｉＰＳ細胞生産の規制緩和、京都企業が初認定　国家戦略特区 （页面存档备份，存于）『日本経済新聞』2015年9月3日
38. ↑  国家戦略特別区域法 （页面存档备份，存于）第二十条の三『e-Gov法令検索』2015年12月26日閲覧
39. ↑  外国人医師受け入れ拡充　地方の診療所も可能に　戦略特区が追加緩和策 （页面存档备份，存于）『日本経済新聞』2015年9月9日
40. ↑  国家戦略特別区域法 （页面存档备份，存于）第二十四条の三『e-Gov法令検索』2015年12月26日閲覧
41. ↑  動き出す農業特区　企業参入促進へ試金石　求められる成長戦略の成果 （页面存档备份，存于）『産経ニュース』2014年12月3日
42. ↑  国家戦略特別区域法 （页面存档备份，存于）第十八条、第十九条『e-Gov法令検索』2015年12月26日閲覧
43. 1 2 3 4 5  深層】地方創生特区で医療など岩盤規制打破へ （页面存档备份，存于）『新・公民連携最前線　PPPまちづくり（日経BP）』2015年4月20日
44. ↑  国家戦略特別区域法 （页面存档备份，存于）第十六条の二『e-Gov法令検索』 2015年12月26日閲覧
45. ↑  漁業生産組合の設立等の要件緩和の特例について（PDF：539KB）PDF『水産庁＞分野別情報』2015年12月26日閲覧
46. ↑  国家戦略特別区域法 （页面存档备份，存于）第十四条の三『e-Gov法令検索』2015年12月26日閲覧
47. ↑  「地域限定保育士」も追加　県、国家戦略特区計画に （页面存档备份，存于）『琉球新報』2015年5月1日
48. ↑  国家戦略特別区域法 （页面存档备份，存于）第十二条の四『e-Gov法令検索』2015年12月26日閲覧
49. ↑  （１）塾のノウハウで「やる気」 （页面存档备份，存于）『読売新聞（YOMIURI ONLINE）』2015年5月1日
50. ↑  国家戦略特別区域法 （页面存档备份，存于）第十二条の三『e-Gov法令検索』2015年12月26日閲覧
51. ↑  国家戦略特別区域法 （页面存档备份，存于）第二十条の二をもとに編集『e-Gov法令検索』2015年12月26日閲覧
52. ↑  国家戦略特区向けに「ダブル免震」　竹中工務店 （页面存档备份，存于）『日本経済新聞』2015年4月17日
53. 1 2  第7回国家戦略特区ワーキンググループ 配布資料資料2PDFをもとに編集『地方創生推進室＞国家戦略特区＞国家戦略特区ワーキンググループ』2013年12月13日
54. ↑  国家戦略特別区域法 （页面存档备份，存于）第十五条、第十六条『e-Gov法令検索』2015年12月26日閲覧
55. ↑  幕張でドローン宅配実験　無人車走行、「民泊」も　国家戦略特区　千葉市が提案 （页面存档备份，存于）『千葉日報ウェブ』2015年11月15日
56. ↑  国家戦略特別区域法 （页面存档备份，存于）第十七条『e-Gov法令検索』2015年12月26日閲覧
57. ↑  「民泊」のルール　安全管理と地域の理解が要る （页面存档备份，存于）『読売新聞（YOMIURI ONLINE）』2015年12月9日
58. 1 2  深層】農業特区・養父市に新会社が続々、市民の意識も変化 （页面存档备份，存于）2-3頁『新・公民連携最前線　PPPまちづくり（日経BP）』2015年9月15日
59. ↑  旅館業法の特例について （页面存档备份，存于）『地方創生推進事務局』2016年4月10日閲覧
60. ↑  国家戦略特別区域法第 （页面存档备份，存于）第十三条『e-Gov法令検索』2015年12月26日閲覧
61. ↑  国家戦略特別区域法 （页面存档备份，存于）第二十条、第二十一条-第二十四条、第二十五条『e-Gov法令検索』2015年12月26日閲覧
62. ↑  国家戦略特別区域法 （页面存档备份，存于）第二十六条、第二十七条をもとに編集『e-Gov法令検索』2015年12月26日閲覧
63. ↑  総合特区 （页面存档备份，存于）をもとに編集『内閣府地方創生推進室』2015年12月26日閲覧
64. 1 2 3 4  制度の概要はこちらから（PDF形式：613KB）PDFをもとに編集『総合特区』2013年12月26日閲覧
65. ↑  総合特別区域法 （页面存档备份，存于）第二十一条、第二十二条、第四十四条、第四十五条『e-Gov法令検索 2015年12月26日閲覧
66. ↑  総合特別区域法 （页面存档备份，存于）第二十六条、第二十七条、第五十五条をもとに編集『e-Gov法令検索』2015年12月26日閲覧
67. ↑  総合特別区域法 （页面存档备份，存于）第二十八条、第五十六条『e-Gov法令検索』2015年12月26日閲覧
68. ↑  総合特別区域法 （页面存档备份，存于）第二十九条、第五十七条『e-Gov法令検索』2015年12月26日閲覧
69. ↑  総合特別区域法 （页面存档备份，存于）第三十条、第五十八条をもとに編集『e-Gov法令検索』2015年12月26日閲覧
70. ↑  総合特別区域法 （页面存档备份，存于）第二十四条、第二十五条、第五十三条、第五十四条をもとに編集『e-Gov法令検索』2015年12月26日閲覧
71. 1 2 3  第183回通常国会 総合特別区域法の一部を改正する法律案 概要PDFをもとに編集 『内閣官房＞国会提出法案』2015年12月26日閲覧
72. ↑  総合特別区域法 （页面存档备份，存于）第十九条の二 『e-Gov法令検索』2015年12月26日閲覧
73. ↑  総合特別区域法 （页面存档备份，存于）第十九条の三 『e-Gov法令検索』2015年12月26日閲覧
74. ↑  総合特別区域法 （页面存档备份，存于）第二十二条の二『e-Gov法令検索』2015年12月26日閲覧
75. ↑  地域経済牽引事業の促進による地域の成長発展の基盤強化に関する法律（新旧対照表）（PDF形式：336KB）PDFファイルPDF第二十三条をもとに編集（2017年8月28日閲覧）
76. ↑  構造改革特区 （页面存档备份，存于）をもとに編集『内閣府地方創生推進室』2015年12月26日閲覧
77. 1 2  島根・鳥取、通訳ガイド養成特区に　独自に研修や試験[]『読売新聞（YOMIURI ONLINE）』2015年12月8日
78. ↑  構造改革特別区域法 （页面存档备份，存于）第十九条の二『e-Gov法令検索』2015年12月26日閲覧
79. ↑  公社管理の有料道路を民営化　特区法改正で （页面存档备份，存于）『日本経済新聞』2014年11月14日
80. ↑  構造改革特別区域法 （页面存档备份，存于）第二十八条の三『e-Gov法令検索』2015年12月26日閲覧
81. ↑  人口の動き・企業取引…国のビッグデータ、ネットで利用[]『朝日新聞デジタル』2015年4月22日
82. ↑  特許や農業の情報、地図上で分析可能に　政府がシステム拡充 （页面存档备份，存于）『日本経済新聞』2015年9月11日
83. ↑  RESAS-API機能の提供開始についてPDFをもとに編集 『まち・ひと・しごと創生本部＞施策等＞地域経済分析システム（RESAS（リーサス））＞RESASに関するお知らせ＞RESAS-API機能の提供を開始します』2016年11月20日閲覧
84. ↑  RESAS eラーニングシステムの提供開始についてPDFをもとに編集 『まち・ひと・しごと創生本部＞施策等＞地域経済分析システム（RESAS（リーサス））＞RESASに関するお知らせ＞RESASの操作や活用方法を学べるｅラーニングを開講します』2016年11月20日閲覧
85. ↑  地方創生カレッジ事業 （页面存档备份，存于）をもとに編集『地方創生推進事務局』2016年12月25日閲覧
86. ↑  地方創生カレッジのカリキュラムの全体構造イメージPDFをもとに編集 『地方創生推進事務局＞地方創生カレッジ事業』2016年12月25日閲覧
87. ↑  地方創生人材支援制度　平成28年度派遣概要・スケジュールPDFをもとに編集『まち・ひと・しごと創生本部＞施策等＞地方創生人材支援制度』2015年12月26日閲覧
88. ↑  奈良・王寺町「地方創生人材支援制度」活用し顧問に神大・島田准教授 （页面存档备份，存于）『産経ニュース』2015年4月3日
89. ↑  制度の概要はこちらから（PDF形式：322KB）PDFをもとに編集『内閣府地方創生推進室＞地方創生コンシェルジュ』2015年12月26日閲覧
90. ↑  地方創生テーマに意見交換会　省庁職員と兵庫県知事ら （页面存档备份，存于）『神戸新聞NEXT』2015年7月1日
91. ↑  中小企業、都市部から人材　松江、浜田に拠点[]『読売新聞（YOMIURI ONLINE）』2015年12月11日
92. ↑  プロフェッショナル人材事業 （页面存档备份，存于）をもとに編集『内閣府地方創生推進室』2015年12月26日閲覧
93. ↑  地域活性化伝道師について（PDF形式:200KB）PDFをもとに編集『内閣府地方創生推進室＞施策＞地域活性化伝道師 2015年12月26日閲覧
94. ↑  温泉利用協組の四宮専務理事が地域活性化伝道師に （页面存档备份，存于）『室蘭民報ニュース』2015年6月5日
95. ↑  地域再生 （页面存档备份，存于）をもとに編集『地方創生推進室』2015年12月26日閲覧
96. ↑  地域再生法改正案を閣議決定　農地転用しやすく （页面存档备份，存于）『日本経済新聞』2015年3月24日
97. ↑  地自治体の「地域再生計画」、半数が未達　検査院調べ （页面存档备份，存于）『日本経済新聞』2015年10月8日
98. ↑  企業版ふるさと納税で見返り禁止　内閣府、不正を防止 （页面存档备份，存于）『日本経済新聞』2016年4月26日
99. ↑  地域再生法の一部を改正する法律が施行されました（平成28年4月20日）PDFをもとに編集『まち・ひと・しごと創生本部』2016年5月2日閲覧
100. ↑  「小さな拠点」づくり手引き（平成28年３月）概要版PDFをもとに編集『まち・ひと・しごと創生本部＞施策等＞小さな拠点の形成』2016年12月26日閲覧
101. ↑  制度の概要はこちらから（PDF形式：204KB）PDFをもとに編集『地方創生推進室＞中心市街地活性化』2015年12月26日閲覧
102. ↑  都市再生 （页面存档备份，存于）をもとに編集『地方創生推進室』 2015年12月26日閲覧
103. ↑  都市再生基本方針PDFをもとに編集『地方創生推進室＞都市再生』2015年12月26日閲覧
104. ↑  制度の概要はこちらから（PDF形式：668KB）PDFをもとに編集『地方創生推進室＞環境モデル都市・環境未来都市』2015年12月26日閲覧
105. ↑  . まち・ひと・しごと創生本部.   [2017-04-15]. （原始内容存档于2017-04-16）.
106. ↑  "東京事務所の業務移転について （页面存档备份，存于）". 酒類総合研究所.
107. ↑  ドローンで学校図書を輸送　秋田縣仙北市が実証実験 （页面存档备份，存于）『産経ニュース』2016年4月11日
108. ↑  政府、秋田の特区で「ドローンレース」開催へ （页面存档备份，存于）『日本経済新聞』2015年9月23日
109. ↑  優勝は韓国チーム 日本初の国際ドローンレースが秋田縣仙北市で開催 （页面存档备份，存于）『Catalyst』2016年11月16日閲覧
110. ↑  自動走行バスが初の公道実験　秋田・田沢湖畔 （页面存档备份，存于）『朝日新聞デジタル』2016年11月13日
111. ↑  新潟市特区、新たに５事業者の参入認める （页面存档备份，存于）『日本経済新聞』2015年6月9日
112. ↑  大田区国家戦略特別区域外国人滞在施設経営事業（特区民泊） （页面存档备份，存于）『大田区ホームページ』2016年6月6日閲覧
113. ↑  世界初のドローン宅配が千葉・幕張新都心で実現 ネット通販会社と連携で （页面存档备份，存于）『Engadget Japanese』2015年12月17日
114. ↑  “ドローンで宅配”実証実験始まる　千葉市 （页面存档备份，存于）『日テレNEWS24』2016年4月11日
115. ↑  外国人の家事代行、来春解禁へ　まずは神奈川から （页面存档备份，存于）『朝日新聞デジタル』2015年12月10日
116. ↑  国家戦略特別区域外国人滞在施設経営事業（いわゆる「特区民泊）」に関する情報提供 （页面存档备份，存于）『大阪府』2016年6月10日閲覧
117. ↑  今治市が地方創生特区に　獣医大誘致弾み （页面存档备份，存于）『愛媛新聞ONLINE』2015年12月16日
118. ↑  指定区域のイメージ（第18回国家戦略特別区域諮問会議　資料2－1）PDFをもとに編集『首相官邸＞国家戦略特区』2015年12月26日閲覧
119. ↑  介護ロボ実用化推進　北九州市、国家戦略特区に （页面存档备份，存于）『日本経済新聞』2015年12月16日
120. ↑  基山の上田さん最終審査へ　地方創生アイデアコンテスト[]『読売新聞（YOMIURI ONLINE）』2015年12月12日
121. ↑  品女も参加、内閣府「RESAS」活用の地域経済出前講座…開催校募集 （页面存档备份，存于）『リセマム』2015年10月22日
122. ↑  地方創生「目玉」は小粒　16年度の新型交付金1000億円超 （页面存档备份，存于）『日本経済新聞』2015年8月5日
123. ↑  地方創生加速に1000億円　戦略作成で新交付金 （页面存档备份，存于）『中日新聞(CHUNICHI Web)』2015年12月8日
124. 1 2  平成27年度補正予算（地方創生関連）が可決・成立されましたPDFをもとに編集『まち・ひと・しごと創生本部』2015年1月21日閲覧
125. ↑  政府機関移転、文化庁のみ　消費者庁などは先送り （页面存档备份，存于）『日本経済新聞』2016年3月22日
126. ↑  外国医師診療拡大「問題ありすぎ」、日医・横倉会長 （页面存档备份，存于）『m3.com』2015年3月26日
127. ↑  人口減少、自治体の甘い見通し　出生率上昇など前提[]『朝日新聞デジタル』2015年12月30日
128. ↑  地方自治体職員から見た地方創生の現状と課題－産業振興行政担当者に対する意識調査の概要－ （页面存档备份，存于）『RIETI』2016年12月26日閲覧
129. ↑  東京一極集中是正、政府目標ピンチ　転入超過幅が拡大[]『朝日新聞デジタル』2016年12月12日
130. 1 2  大学の都内抑制策　来夏までに検討　政府　地方創生改訂版決定 （页面存档备份，存于）『日本経済新聞』2016年12月23日
131. ↑  無理がある大学の立地規制 （页面存档备份，存于）『日本経済新聞』2016年12月25日
132. ↑  京都新聞2020年2月5日朝刊
133. ↑  「チーム石破」で汚名返上なるか？　「異次元」の地方創生といいつつ具体策は乏しく…。 （页面存档备份，存于）『産経ニュース』2014年10月25日
134. ↑  まち・ひと・しごと創生本部の設置について（平成26年9月3日閣議決定）PDFをもとに編集『まち・ひと・しごと創生本部＞関係法令・閣議決定等』2015年12月26日閲覧
135. ↑  地方創生法が成立　参院本会議 （页面存档备份，存于） 『日本経済新聞』 2015年11月21日
136. ↑  調査結果資料（平成27年11月4日公表）（PDF形式：793KB）PDFをもとに編集『内閣府＞内閣府の政策＞経済財政政策＞経済対策の進捗状況＞「地方への好循環拡大に向けた緊急経済対策」の進捗状況』2015年11月4日
137. ↑  内閣改造、TPP合意など （页面存档备份，存于）『石破茂（いしばしげる）ブログ』2015年10月16日
138. ↑  地方創生の「総合戦略」 改訂を決定 （页面存档备份，存于） 『NHKニュース』 2015年12月24日
139. ↑  まち・ひと・しごと創生総合戦略2015 改訂版本体PDF33頁をもとに編集『まち・ひと・しごと創生本部＞関係法令・閣議決定等』2015年12月26日閲覧
140. ↑  平成28年度予算（地方創生関連）が可決・成立されましたPDFをもとに編集『まち・ひと・しごと創生本部』2016年4月9日閲覧
141. ↑  第3次安倍第2次改造内閣 閣僚等名簿 （页面存档备份，存于）『首相官邸』2016年8月20日閲覧
142. ↑  FBページの2016年11月11日の投稿『まち・ひと・しごと創生本部Facebookページ』2016年11月11日
143. ↑  第３次安倍第２次改造内閣 副大臣名簿 （页面存档备份，存于）『首相官邸』2016年11月14日閲覧
144. ↑  第３次安倍第２次改造内閣 大臣政務官名簿 （页面存档备份，存于）『首相官邸』2016年11月14日閲覧

## 外部連結
- 地方創生（页面存档备份，存于） - 內閣官房、內閣府 綜合網站
- RESAS 地域經濟分析系統（页面存档备份，存于）
- 地方創生資訊共享交流平臺 （页面存档备份，存于）：2018年臺灣成立的地方創生平臺